# Sociedade Mundial da Suástica Vermelha

Suástica Vermelha

A Sociedade Mundial da Suástica Vermelha (em chinês: 世界红卍字会; em inglês: The World Red Swastika Society) é a secção filantrópica da seita chinesa Guiyi Daoyuan, fundada no ano de 1922 por Qian Nengxun, Du Bingyin e Li Jiabai, seguindo o exemplo das associações ocidentais, como a Cruz Vermelha, para criar instituições caritativas arraigadas na religião chinesa. O carácter chinês que representa a suástica (卍 wàn) se pode traduzir como o infinito na cultura chinesa; e também em outras culturas é um símbolo da presença divina e da criação. A missão da suástica vermelha consiste num importante esforço filantrópico, moral e educativo. A sociedade mantinha albergues e comedores para pobres, bem como hospitais modernos e ajuda humanitária. 
A sociedade teve uma atuação destacada após o terramoto de Tóquio; e também atuou em resposta a desastres naturais na antiga União Soviética. A sociedade contava com professores de esperanto entre seus membros; e mantinha escritórios em Paris, Londres e Tóquio. Talvez o acontecimento menos conhecido de sua história foi o papel que teve no Massacre de Nankín, durante a Segunda Guerra Sino-Japonesa. A pilhagem e os saques que foram cometidos pelos invasores japoneses na cidade deixaram milhares de mortos nas ruas; e a suástica vermelha ajudou a enterrar os corpos. As atividades da suástica vermelha têm proporcionado uma importante fonte de recursos para a memória histórica das atrocidades cometidas pelos militares japoneses. Apesar de que a sociedade foi suprimida na China continental, durante o governo de Mao Zedong, a suástica vermelha segue sendo hoje uma organização religiosa centrada na caridade; tem ramificações entre a diáspora chinesa; e dispõe de uma sede em Taiwán. Além do trabalho caritativo, a suástica vermelha tem duas escolas em Hong Kong: a Tuen Mun primary school e a Tai Po secondary school; e uma escola em Singapura - a Rede swastika school. Também há que assinalar que, apesar de seu nome e de seu símbolo, a sociedade da suástica vermelha não tem nenhum vínculo com o nazismo ou a extrema direita.[carece de fontes?]